# Belcarra
Belcarra est un village canadien de Colombie-Britannique situé dans le district régional du Grand Vancouver, sur la rive est du fjord Indian Arm.
Le nom de Belcarra signifie la belle terre sur laquelle le soleil brille en irlandais et a été donné par l'homme politique et magistrat William Norman Bole (1846-1923) afin de rappeler le village de Belcarra (en) en Irlande.

## Démographie
| 2001 | 2006 | 2011 | 2016 |
| ---- | ---- | ---- | ---- |
| 682  | 676  | 644  | 643  |